# Офшорный банк
Офшорное банковское учреждение — банк в офшорном финансовом центре, который имеет право проводить операции только с другими аналогичными учреждениями или иностранными предприятиями.

## Виды офшорных банковских учреждений
Различают следующие категории офшорных банков:
Офшорные банки с полной лицензией («Неограниченные» банки класса «Б») получают лицензию от принимающей страны, позволяющую им заниматься банковскими и/или трастовыми операциями вне принимающей страны. Такие банки имеют право работать с клиентами за пределами страны, в которой они расположены.
Офшорные банки с ограниченной лицензией («Ограниченные» банки класса «Б») получают лицензию, которая похожа на лицензию «Неограниченного» банка класса «Б», за исключением того, что такие банки могут работать только с теми иностранными лицами или корпорациями, которые указаны в их лицензии.
Офшорные управляемые банки (банки «без персонала») функционируют на базе банка с генеральной лицензией на договорных основаниях между ним и владельцем офшорного банка. Для создания такого банка требуется соответствующая лицензия. Базовый банк осуществляет административные функции по управлению и обеспечению работы патронируемого банка.
«Представительские» банки — это банки, которые организуются и лицензируются в одной стране и получают также лицензию от второй страны для создания представительства. Они не могут заниматься бизнесом во второй стране, но могут заниматься бизнесом с любой другой страной.
Кредитное учреждение банковского типа, которому разрешается осуществлять определённые банковские функции.

## Налогообложение
Офшорные банки, как правило, не платят налоги или платят их по значительно более низким ставкам, чем банки-резиденты страны регистрации. Это дает офшорным банкам значительное преимущество и позволяет им выплачивать большие проценты по вкладам.
Ежегодно офшорные банки платят регистрационную пошлину и пошлину за продление банковской лицензии.

## Уставный капитал
Минимальный оплаченный уставный капитал офшорного банка значительно выше, чем у обычной офшорной компании, но как правило в десятки раз меньше, чем у оншорных (классических, неофшорных) банков.

## Лицензия и отчётность
Лицензии офшорных банков бывают нескольких категорий. Неограниченная генеральная лицензия даёт право офшорному банку заниматься практически всеми видами банковских операций при обслуживании нерезидентов. Ограниченная лицензия накладывает ограничения на те или иные виды операций кредитной организации. Офшорный банк может начать свою работу с получения ограниченной лицензии и со временем реорганизоваться в полнокровное кредитное учреждение.
Офшорные банки находятся под постоянным контролем финансовых органов страны регистрации.

## Простота процедуры регистрации
Для крупных международных финансовых институтов, имеющих солидную репутацию, не составит труда зарегистрировать свой офшорный филиал или отделение и получить банковскую лицензию.
Жёсткая позиция США по отношению к офшорным банкам привела к тому, что другим категориям заявителей зарегистрировать такой банк стало практически невозможно.